# Arlindo Manuel Caldeira
Arlindo Manuel Caldeira (1947) é um professor e historiador português.

## Biografia
Licenciado em História pela Faculdade de Letras da Universidade de Lisboa, Arlindo Caldeira foi professor de história na Escola Secundária de Camões, em Lisboa.
É investigador do Centro de História de Além-Mar da Universidade Nova de Lisboa.
É autor de várias obras de investigação sobre a expansão marítima portuguesa.

## Obras publicadas
- Escravos e Traficantes no Império Português: O Comércio Negreiro Português no Atlântico durante os Séculos XV a XIX. Lisboa: Esfera dos Livros, 2013. ISBN 978-989-626-478-9[3].
- O Sul de Angola no Início do Século XX: Cadernos de Guerra do Coronel Alberto Salgado (ed.). Lisboa: Centro de Estudo dos Povos e Culturas de Expressão Portuguesa da Universidade Católica Portuguesa, 2011. ISBN 978-972-9045-30-1.
- «A Escravatura Africana Vista da América: Alonso de Sandoval e o tráfico de escravos em Angola no inicio do século XVII» in Africana Studia: Revista Internacional de Estudos Africanos n.º 5 (2002), pp. 47-74.
- «As Mulheres no Quotidiano na Ilha de São Tomé nos Séculos XV e XVI» in O rosto feminino da expansão portuguesa. Lisboa: Comissão para a Igualdade e para os Direitos das Mulheres, 1995, pp. 491-506.
- Mulheres, Sexualidade e Casamento em São Tomé e Príncipe: Séculos XV a XVIII). Lisboa: Cosmos e Grupo de Trabalho do Ministério da Educação para as Comemorações dos Descobrimentos Portugueses, 2.ª ed., 1999.
- «Rebelião e outras formas de resistência à escravatura na Ilha São Tomé: Séculos XVI a XVIII» in Africana Studia n.º 7 (2004), Faculdade de Letras da Universidade do Porto, pp. 101-136.
- «Mestiçagem, Estratégias de Casamento e Propriedade Feminina no Arquipélago de São Tomé e Príncipe nos Séculos XVI, XVII e XVIII» in Arquipélago: História, 2.ª série, XI-XII (2007-2008), pp. 49-72.
- «Escravos em Portugal - Das origens ao século XIX» Lisboa: A Esfera dos Livros, Março de 2017 ISBN 978-989-626-811-4